# Facultad de Ciencias Económicas y Empresariales (ICADE)
La Facultad de Ciencias Económicas y Empresariales (ICADE) es una facultad de la Universidad Pontificia Comillas ubicada en Madrid, España.
Su decana es María Teresa Corzo.

## Departamentos
- Departamento de Economía
- Departamento de Gestión Empresarial
- Departamento de Gestión Financiera
- Departamento de Marketing
- Departamento de Métodos Cuantitativos

## Cátedras
- Cátedra de Ética Económica y Empresarial
- Cátedra Bankia de Estudios Financieros y Fiscales
- Cátedra de Internacionalización Empresarial, Diversidad y Desarrollo Profesional

## Titulaciones
Titulaciones adaptadas al Espacio Europeo de Educación Superior:
- Grado
  - Grado en Administración y Dirección de Empresas E-2 / E-4
  - Grado en Administración y Dirección de Empresas y Grado en Relaciones Internacionales (E-6) (Doble titulación)
- Postgrado
  - Máster Universitario en Administración de Empresas (MBA)
  - Máster Universitario en Asuntos Internacionales: Economía, Política y Derecho (enlace roto disponible en Internet Archive; véase el historial, la primera versión y la última).
  - Máster Universitario en Dirección Ejecutiva de Empresas (EXECUTIVE MBA)
  - Máster Universitario en Finanzas
  - Máster Universitario en Marketing
  - Máster Universitario en Gestión de Riesgos Financieros
  - Máster Universitario en Recursos Humanos
  - Programa Oficial en Competitividad Empresarial y Territorial, Innovación y Sostenibilidad

El Grado de Administración y Dirección de Empresas (E-2), y todos los dobles grados de la  Universidad Pontificia Comillas que incluyan esta titulación han sido los primeros grados y dobles grados universitarios en España en entrar a formar parte del prestigioso University Affiliation Program de CFA Institute. Asimismo, el máster Universitario en Finanzas, impartido por ICADE Business School, también forma parte del programa de afiliación y ha sido uno de los primeros másteres oficiales acreditados por la Comisión Nacional del Mercado de Valores en materia de MiFID II.

## ICADE Business School
El ICADE Business School es el centro docente perteneciente a la Facultad de Ciencias Económicas y Empresariales (ICADE) que se ocupa de la formación de postgrado empresarial.